# Pi Cephei
Pi Cephei (π Cephei, förkortat Pi Cep, π Cep), som är stjärnans Bayer-beteckning, är en trippelstjärna i den mellersta delen av stjärnbilden Cepheus. Den har en kombinerad skenbar magnitud på +4,42 och är synlig för blotta ögat där ljusföroreningar ej förekommer. Baserat på parallaxmätningar i Hipparcos-uppdraget på 13,8 mas beräknas den befinna sig på ca 236 ljusårs (72 parsek) avstånd från solen. 

## Egenskaper
Primärstjärnan Pi Cerphei Aa är en gul till vit jättestjärna av spektralklass G7 III, Den har en massa som är ca 3,6 gånger solens massa, en radie som är ca 11 gånger större än solens och utsänder ca 80 gånger mera energi än solen från dess fotosfär vid en effektiv temperatur på ca 5 200 K.
Det inre paret, Pi Cerphei Aa och Ab, är en spektroskopisk dubbelstjärna med en ömsesidig omloppsperiod på 1,5 år medan den yttre följeslagaren, Pi Cerphei B fullbordar ett omlopp på ca 160 år.